# Люлин, Дмитрий Иванович (военачальник)

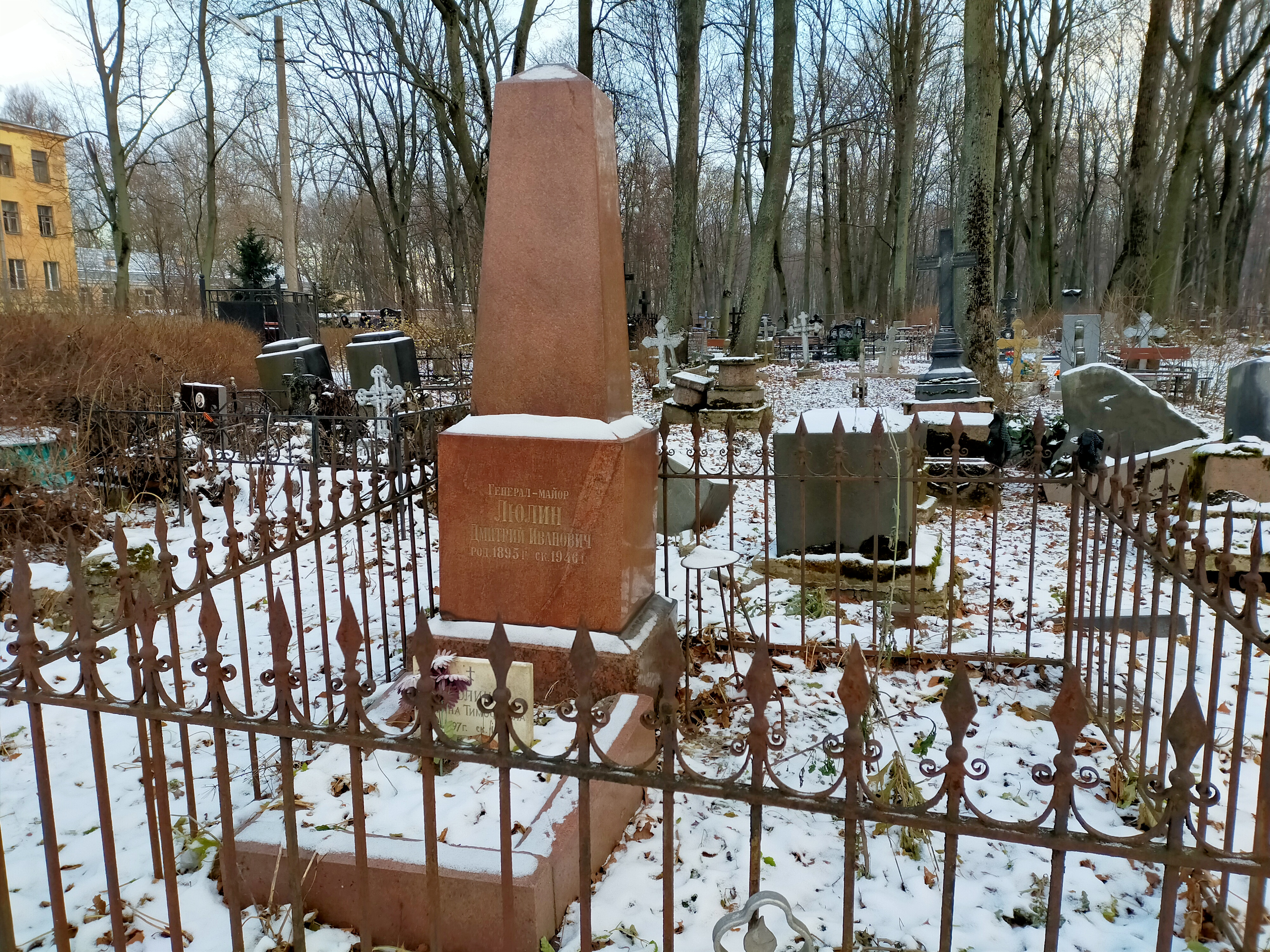
Могила генерал-майора Люлина Д.И. на Волковском лютеранском кладбище.

Дмитрий Иванович Люлин (1895, Хмелевик, Пашский район, Ленинградская область — 1946) — советский военачальник, генерал-майор (2 ноября 1944 года), участник Гражданской и Великой Отечественной войн.

## Биография
С 1918 года поступил на службу в Рабоче-Крестьянскую Красную Армию. Участвовал в Гражданской войне, в 1919 году служил на Восточном фронте. В Великую Отечественную войну занимал различные должности. В период с 27 августа 1938 — 14 февраля 1946 годов был военным комиссаром Ленинградского областного военного комиссариата.
Похоронен на Волковском лютеранском кладбище.

## Награды
- Орден Ленина (21.02.1945);
- Орден Красного Знамени (03.11.1944);
- Орден Отечественной войны I степени (24.06.1943; 22.07.1945)[2];
- Медаль «XX лет Рабоче-Крестьянской Красной Армии» (22.02.1938)[3];
- Медаль «За оборону Ленинграда» (1943).